# Spaur (famiglia)
Spaur, anche Spaur von Flavon o Spaur von Pflaum e Valör (in italiano: Sporo) è una delle più antiche e importanti famiglie aristocratiche del Tirolo. La famiglia, di cui alcuni membri ricoprirono alte cariche ecclesiastiche e secolari, fu elevata al rango di freiherr (barone) nel 1530 e al rango di conte imperiale nel 1633. Nel corso dei secoli la linea più giovane si divise in più rami e assunse il nome e lo stemma di una più antica sede di famiglia che era scaduta nel 1371. I rami persistono fino ad oggi.

## Etimologia
Il nome Spaur deriva dai due paesi Spormaggiore e Sporminore, in Val di Non. Esiste un castello in entrambe le località, a Spormaggiore il Castel Belfort (in tedesco: Schloss Altspaur), e vicino a Sporminore le rovine di Castel Sporo (in tedesco: Schloss Neuspaur), che fu abbandonato nel XVII secolo e cadde in rovina. Entrambi i castelli erano la sede ancestrale di una famiglia Spaur e Sporo, non imparentate tra loro. Secondo Tobias Pamer, la giustapposizione di diversi omonimi rende impossibile risalire cronologicamente al cognome. A peggiorare le cose, nuove famiglie presero anche il nome di Spaur a causa della concessione di antichi feudi alla famiglia Spaur/Sporo da parte dei sovrani. Il cognome di origine italiana Sporo fu germanizzato in Spaur all'inizio del XV secolo.

## Storia

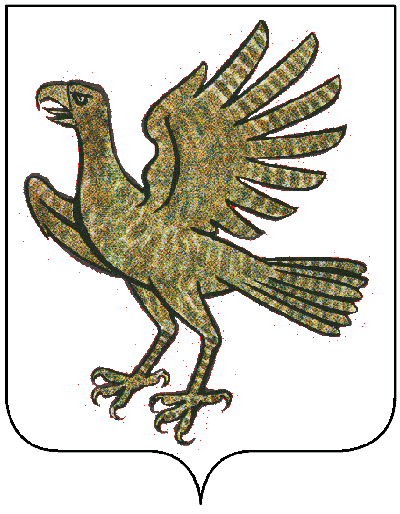
Stemma di Volkmar von Burgstall

La sede ancestrale dei più antichi "Signori di Sporo", servitori dei Conti di Appiano, risalenti al XII secolo, era Castel Sporo. Tuttavia, Pamer menziona Altspaur come la casa ancestrale. Non si sa da quando questa famiglia fu infeudata a Sporo. Singoli omonimi, forse non imparentati tra loro, furono successivamente al servizio dei Conti del Tirolo e dei vescovi di Trento.
Il capostipite dei baroni e conti di Spaur è Volkmar von Burgstall (1270-1343). L'origine di Volkmar, proveniente dal Tirolo, non è stata ancora chiarita. Fu menzionato per la prima volta nel 1311 come cavaliere Volkmar von Tirol e comandante del castello di Ehrenberg a Reutte, in Tirolo. Morì in circostanze misteriose nell'ottobre 1343 dopo essere stato imprigionato nel castello Strassberg.

## Possedimenti

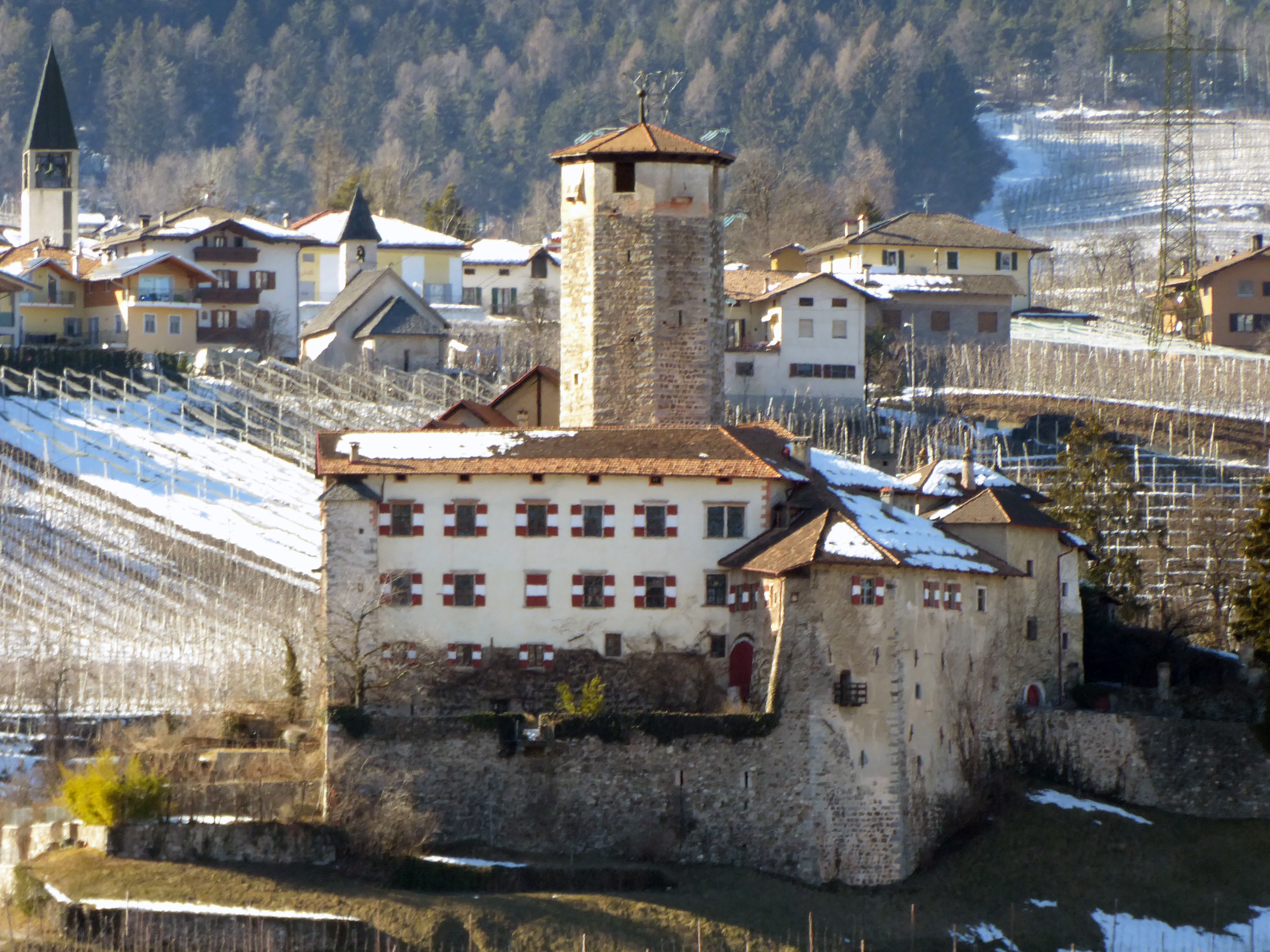
Castel Valer

### Provincia di Trento
- Castel Sporo a Sporminore, nel quale si insediò nel 1312 Volcmaro di Burgstall.
- Castel Flavon a Flavon, infeudato a Volcmaro nel 1334 in seguito alla crisi della famiglia dei conti Flavon.[8]
- Castel Valer a Tassullo, feudo della famiglia a partire dalla seconda metà del XIV secolo.
- Castello della Torre a Mezzolombardo, ricostruito nel XVI secolo da Sigismondo Spaur. Nel maniero nacque Giovanni Michele Spaur, principe vescovo di Trento dal 1696 al 1725. Nell'Ottocento la famiglia cedette il castello, che attualmente è proprietà della famiglia Tamanini.
- Palazzo Spaur a Fai della Paganella, costruito o forse riedificato tra il XV e il XVII secolo.[9]
- Palazzo Spaur a Terres, costruito tra il 1542 e il 1543, data incisa su un pilastro interno, da Aliprando Spaur o dal padre Gaspare.
- Palazzi Spaur a Sporminore, due palazzi confinanti tra loro, situati all'interno di una cinta muraria, costruiti nella seconda metà del XVII secolo dai dinasti Spaur per via della pessima condizione delle vie d'accesso a Castel Sporo e la mancanza d'acqua. A partire dal XVIII secolo la famiglia si spostò qui e nel maggio del 1787 il conte Carlo propose di demolire il castello ormai inabitabile e di rendere i palazzi la residenza centrale delle giurisdizioni di Sporminore, Flavon e Belfort.[10]

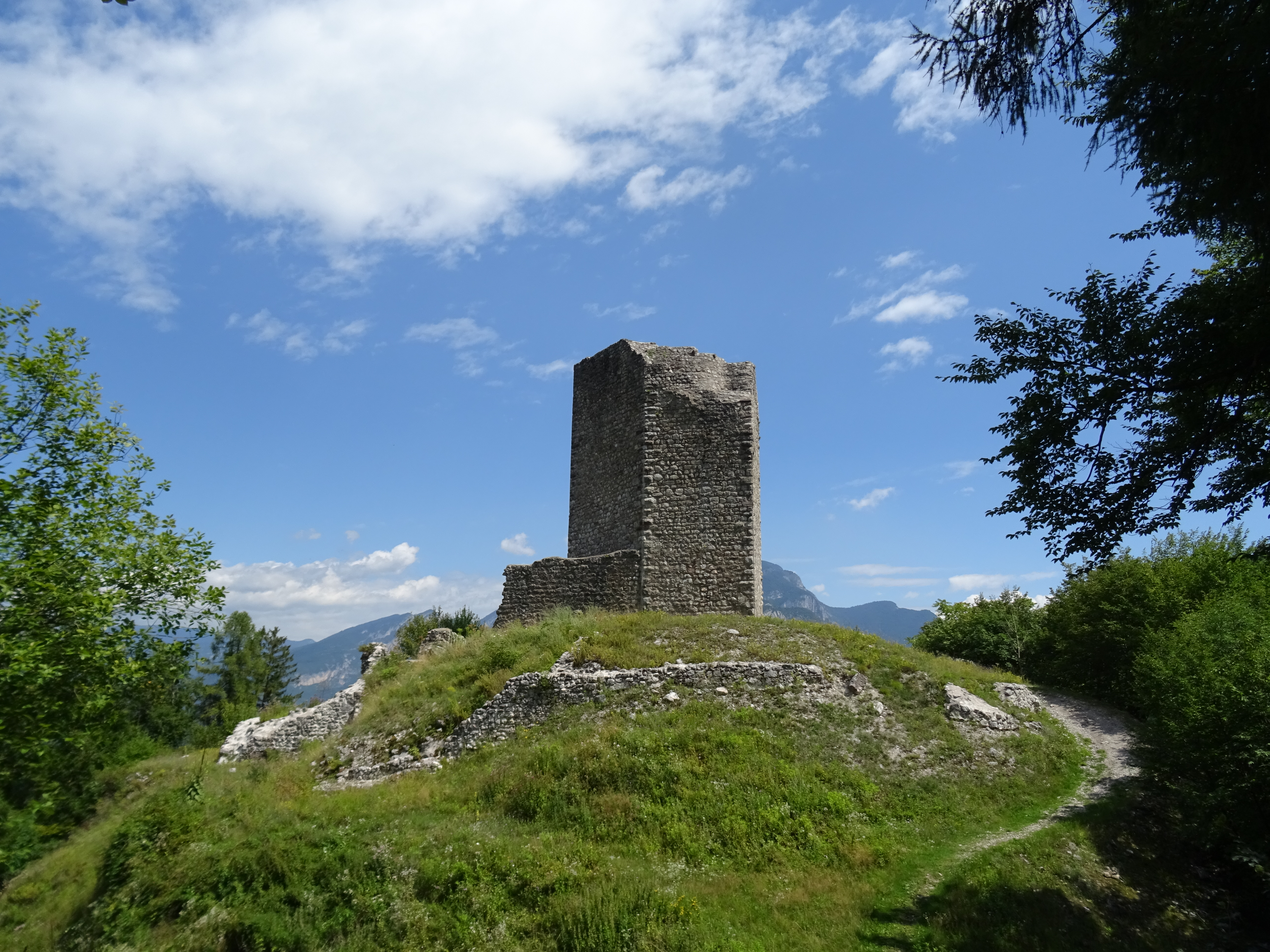
Castel Sporo

### Provincia di Bolzano
- Rocca Burgstall a Postal, attestata già nel 1289, a partire dal terzo decennio del XIV secolo divenne proprietà di Volcmaro. Il castello tornò agli Spaur nel Settecento, ma nel secolo successivo fu abbandonato e oggi rimangono soltanto delle rovine.
- Castel Moos ad Appiano, costruito alla fine del XIII secolo dai Firmian von Moos, la cui ultima discendente, Christine, sposò Jakob von Spaur, che così ne divenne proprietario nell'ultimo decennio del Quattrocento. La famiglia cedette il castello intorno al 1580.[11]
- Castel Winkel a Maia Alta, del quale furono proprietari tra il 1679 e il 1813.

## Genealogia

### Albero genealogico
|                            |                            |                                                          |                                                          |                                  |                                                           |                                                           |                                                   |                                                      |                                                      |                                                                |                            |                                                |                                                |                                                                            |                                                                            |                                                            |                                                            |
|                            |                            |                                                          |                                                          |                                  |                                                           |                                                           |                                                   |                                                      |                                                      | Volcmaro di Burgstall *1270 ca. †1343 Margherita di Rottenburg |                            |                                                |                                                |                                                                            |                                                                            |                                                            |                                                            |
|                            |                            |                                                          |                                                          |                                  |                                                           |                                                           |                                                   |                                                      |                                                      |                                                                |                            |                                                |                                                |                                                                            |                                                                            |                                                            |                                                            |
|                            |                            |                                                          |                                                          |                                  |                                                           |                                                           |                                                   |                                                      |                                                      |                                                                |                            |                                                |                                                |                                                                            |                                                                            |                                                            |                                                            |
|                            |                            |                                                          |                                                          | Caterina Tommaso Tarant di Rablà | Caterina Tommaso Tarant di Rablà                          | Paolo                                                     | Paolo                                             | Baldassarre I (doc. 1346-1361) Agnese di Castelbarco | Baldassarre I (doc. 1346-1361) Agnese di Castelbarco |                                                                |                            |                                                |                                                | Matteo I (doc. 1347-1356) Peterlina di Brandis Elisabetta di Castel Corona | Matteo I (doc. 1347-1356) Peterlina di Brandis Elisabetta di Castel Corona | Giovanni I (doc. 1346-1382) Virata, detta Marina di Coredo | Giovanni I (doc. 1346-1382) Virata, detta Marina di Coredo |
|                            |                            |                                                          |                                                          |                                  |                                                           |                                                           |                                                   |                                                      |                                                      |                                                                |                            |                                                |                                                |                                                                            |                                                                            |                                                            |                                                            |
|                            |                            |                                                          |                                                          |                                  |                                                           |                                                           |                                                   |                                                      |                                                      |                                                                |                            |                                                |                                                |                                                                            |                                                                            |                                                            |                                                            |
|                            |                            |                                                          |                                                          | Margherita                       | Margherita                                                | Matteo II (doc. 1362-1396) Ossanna di Zwingenberg         | Matteo II (doc. 1362-1396) Ossanna di Zwingenberg |                                                      |                                                      |                                                                |                            | Pietro Spaur (doc. 1362-1420) Dorotea Latscher | Pietro Spaur (doc. 1362-1420) Dorotea Latscher | Enrico (doc. 1375-1382)                                                    | Enrico (doc. 1375-1382)                                                    |                                                            |                                                            |
|                            |                            |                                                          |                                                          |                                  |                                                           |                                                           |                                                   |                                                      |                                                      |                                                                |                            |                                                |                                                |                                                                            |                                                                            |                                                            |                                                            |
|                            |                            |                                                          |                                                          |                                  |                                                           |                                                           |                                                   |                                                      |                                                      |                                                                |                            |                                                |                                                |                                                                            |                                                                            |                                                            |                                                            |
|                            |                            |                                                          |                                                          |                                  |                                                           | Linea austriaca degli Hochenegg                           | Linea austriaca degli Hochenegg                   | Giorgio (doc. 1407-1427) Elisabetta di Freiberg      | Giorgio (doc. 1407-1427) Elisabetta di Freiberg      |                                                                |                            |                                                |                                                |                                                                            |                                                                            | Giovanni II Verena di Lichtenberg                          | Giovanni II Verena di Lichtenberg                          |
|                            |                            |                                                          |                                                          |                                  |                                                           |                                                           |                                                   |                                                      |                                                      |                                                                |                            |                                                |                                                |                                                                            |                                                                            |                                                            |                                                            |
|                            |                            |                                                          |                                                          |                                  |                                                           |                                                           |                                                   |                                                      |                                                      |                                                                |                            |                                                |                                                |                                                                            |                                                                            |                                                            |                                                            |
|                            |                            | Baldassarre II (doc. 1470-1489) Veronica di Lichtenstein | Baldassarre II (doc. 1470-1489) Veronica di Lichtenstein |                                  |                                                           |                                                           |                                                   |                                                      | Rolando (doc. 1466-1496)                             | Rolando (doc. 1466-1496)                                       |                            |                                                |                                                | Pietro II                                                                  | Pietro II                                                                  | Linee di Sporminore, Mezzolombardo e Obervaler             | Linee di Sporminore, Mezzolombardo e Obervaler             |
|                            |                            |                                                          |                                                          |                                  |                                                           |                                                           |                                                   |                                                      |                                                      |                                                                |                            |                                                |                                                |                                                                            |                                                                            |                                                            |                                                            |
|                            |                            |                                                          |                                                          |                                  |                                                           |                                                           |                                                   |                                                      |                                                      |                                                                |                            |                                                |                                                |                                                                            |                                                                            |                                                            |                                                            |
| Valentino (doc. 1488-1499) | Valentino (doc. 1488-1499) | Giorgio                                                  | Giorgio                                                  | Sigismondo                       | Sigismondo                                                | Graziadeo †1506 Cristina Künigl                           | Graziadeo †1506 Cristina Künigl                   | Gaspare (doc. 1496-1525)                             | Gaspare (doc. 1496-1525)                             | Aliprando (doc. 1512-1519)                                     | Aliprando (doc. 1512-1519) | Eberardo (doc. 1519)                           | Eberardo (doc. 1519)                           | Linee Winkel e Landeck                                                     | Linee Winkel e Landeck                                                     |                                                            |                                                            |
|                            |                            |                                                          |                                                          |                                  |                                                           |                                                           |                                                   |                                                      |                                                      |                                                                |                            |                                                |                                                |                                                                            |                                                                            |                                                            |                                                            |
|                            |                            |                                                          |                                                          |                                  |                                                           |                                                           |                                                   |                                                      |                                                      |                                                                |                            |                                                |                                                |                                                                            |                                                                            |                                                            |                                                            |
|                            |                            |                                                          |                                                          |                                  | Cristoforo (doc. 1540-1544) Glorenza Prassede di Fröhlich | Cristoforo (doc. 1540-1544) Glorenza Prassede di Fröhlich | Bartolomeo (doc. 1546-1552)                       | Bartolomeo (doc. 1546-1552)                          | Rolando (doc. 1544-1548)                             | Rolando (doc. 1544-1548)                                       | Giorgio (doc. 1546)        | Giorgio (doc. 1546)                            |                                                |                                                                            |                                                                            |                                                            |                                                            |
|                            |                            |                                                          |                                                          |                                  |                                                           |                                                           |                                                   |                                                      |                                                      |                                                                |                            |                                                |                                                |                                                                            |                                                                            |                                                            |                                                            |
|                            |                            |                                                          |                                                          |                                  |                                                           |                                                           |                                                   |                                                      |                                                      |                                                                |                            |                                                |                                                |                                                                            |                                                                            |                                                            |                                                            |
|                            |                            |                                                          |                                                          |                                  | Linea di Flavon-Untervaler                                |                                                           |                                                   |                                                      |                                                      |                                                                |                            |                                                |                                                |                                                                            |                                                                            |                                                            |                                                            |

## Membri illustri

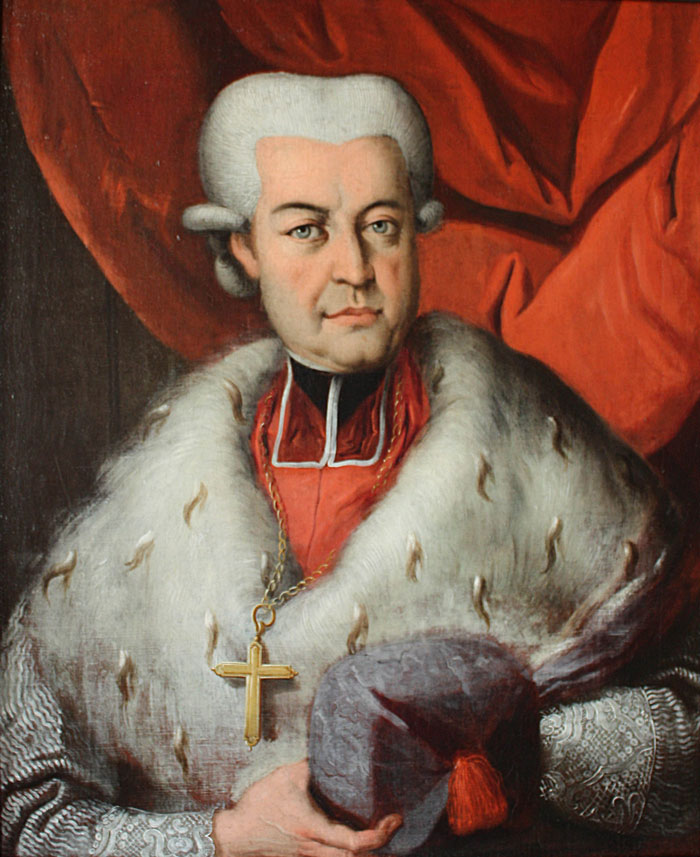
Ritratto di Ignaz von Spaur, 1778

- Volcmaro di Burgstall (1270 ca.-1343).
- Pietro Spaur (1345-1424), fondatore della linea tirolese della famiglia Spaur.
- Leo von Spaur (1440-1479), vescovo di Bressanone dal 1469 al 1471 e in seguito primo vescovo di Vienna.
- Johann Thomas von Spaur (1528-1591), vescovo di Bressanone.
- Christoph Andreas von Spaur (1543-1613), vescovo di Bressanone.
- Giovanni Michele Spaur (1638-1725), principe vescovo di Trento dal 1696 al 1725.
- Leopold von Spaur (1696-1778), vescovo di Bressanone.
- Joseph Philipp Franz von Spaur (1718-1791), vescovo di Seckau dal 1763 al 1780 e successivamente di Bressanone dal 1780 al 1791.
- Ignaz von Spaur (1729-1779), canonico a Salisburgo e principe vescovo di Bressanone dal 1778 al 1779. Nella città austriaca conobbe la famiglia Mozart, con la quale strinse rapporti molto stretti, infatti il compositore compose nel 1776 una messa per Ignaz, la Messa in do maggiore K 257.
- Johann Baptist Spaur (1777-1852), politico e diplomatico austriaco.